# Lijst van rivieren in Yukon

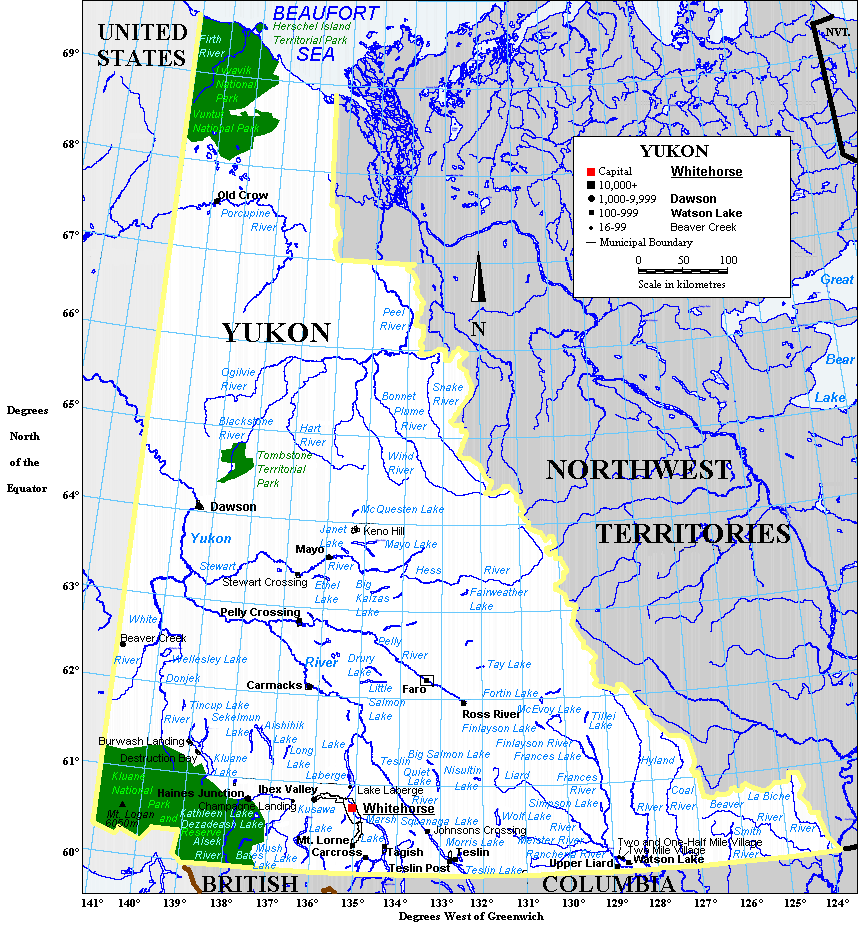
Kaart van Yukon, Canada.

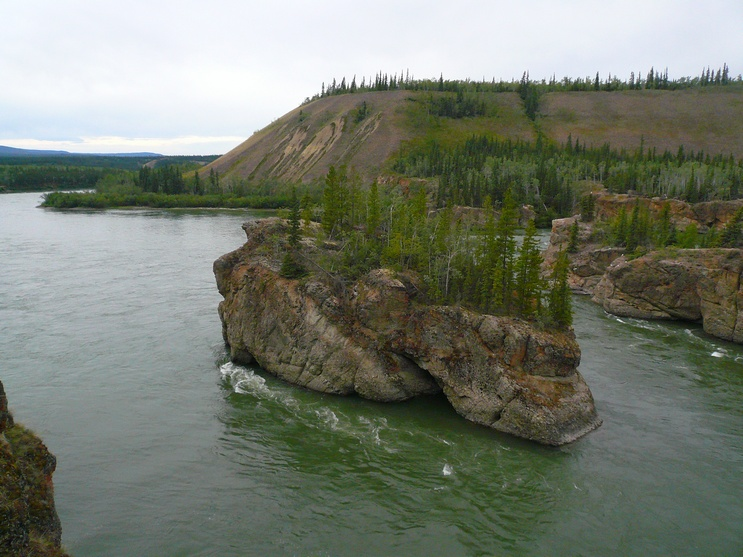
Five Finger Rapids, Yukon, Canada.

Dit is een lijst van rivieren in Yukon, een territorium van Canada. 

## Rivieren naar drainagebekken
De rivieren in deze lijst zijn geordend naar drainagebekken en de opeenvolgende zijrivieren zijn ingesprongen weergegeven onder de naam van elke hoofdrivier.

### Noordelijke IJszee
- Mackenzie
  - Liard (bovenloop)
    - Rancheria
      - Little Rancheria

    - Frances
    - Hyland
    - Coal
    - La Biche
    - Beaver
      - Whitefish

    - Kotaneelee
    - Smith
    - South Nahanni

  - Peel
    - Ogilvie
    - Blackstone
    - Hart
    - Wind
    - Bonnet Plume
    - Snake
- Firth
- Malcolm
- Trail
- Babbage
- Blow
- Clarence

### Beringzee
- Yukon
  - Marshmeer
    - McClintock Creek
    - Tagish
      - Tagishmeer
        - Bennettmeer
        - Atlinmeer
        - Nares
          - Little Atlin Lake
          - Partridge

  - Teslin
    - Teslinmeer
      - Nisutlin
        - Wolf

    - Dän Tàgé
    - Morley

  - Takhini
    - Kusawameer
    - Swift

  - Big Salmon
    - Quiet Lake

  - Nordenskiold
  - Pelly
    - Hoole
    - Ross
    - South MacMillan
    - Macmillan

  - Stewart
    - Beaver (zijrivier van de Stewart)
    - Hess
    - McQuesten
    - Scroggie Creek

  - White
    - Donjek
      - Kluane
        - Kluanemeer
          - Slims

      - Nisling

  - Sixtymile
    - Miller Creek

  - Indian River
  - Klondike
    - Bonanza Creek

  - Fortymile
  - Porcupine
    - Miner
    - Fishing Branch
    - Bell
      - Rock
      - Eagle

    - Old Crow
    - Bluefish
    - Rapid

  - Kandik

### Stille Oceaan
- Alsek
  - Kaskawulsh
  - Jarvis
  - Dezadeash
    - Aishihik of Canyon Creek
- Tatshenshini
  - Klukshu
  - Blanchard

## Alfabetische lijst

### A
- Aishihik of Canyon Creek
- Alsek

### B
- Babbage
- Beaver (zijrivier van de Liard)
- Beaver (zijrivier van de Stewart)
- Big Salmon
- Blackstone
- Blow
- Bluefish
- Bonnet Plume

### C
- Clarence
- Coal

### D
- Dezadeash
- Donjek

### E
- Eagle

### F
- Firth
- Fishing Branch
- Fortymile

### H
- Hart
- Hess
- Holbrook Creek
- Hoole
- Hyland

### I
- Indian
- Jarvis

### K
- Kandik
- Kaskawulsh
- Klondike
- Kluane
- Klukshu
- Kotaneelee

### L
- La Biche
- Liard
- Little Rancheria

### M
- Malcolm
- McCabe Creek
- McClintock Creek
- McQuesten
- Macmillan
- Miller Creek
- Moose Creek (Yukon)
- Morley

### N
- Nares
- Nisling
- Nisutlin
- Nordenskiold

### O
- Ogilvie
- Old Crow

### P
- Partridge
- Peel
- Pelly
- Porcupine

### R
- Rapid
- Rosebud Creek
- Ross

### S
- Scroggie Creek
- Sixtymile
- Slims
- Smith
- South MacMillan
- South Nahanni
- Stewart
- Swift

### T
- Tagish
- Takhini
- Tatshenshini
- Teslin
- Trail

### W
- White
- Whitefish
- Wind
- Wolf

### Y
- Yukon